# David Toshevski
David Toshevski (Skopie, 16 de julio de 2001) es un futbolista macedonio que juega en la demarcación de delantero para el SK Austria Klagenfurt de la Bundesliga.

## Selección nacional
Tras jugar en las categorías inferiores de la selección, finalmente hizo su debut con la selección de Macedonia del Norte el 22 de marzo de 2025 en un encuentro de clasificación para la Copa Mundial de Fútbol de 2026 contra Liechtenstein que finalizó con un resultado de 0-3 a favor del combinado macedonio tras los goles de Aleksandar Trajkovski, Visar Musliu y Bojan Miovski.

## Clubes
| Club                            | País                | Año       | Partidos | Goles |
| ------------------------------- | ------------------- | --------- | -------- | ----- |
| FK Rabotnichki                  | Macedonia del Norte | 2019-2020 | 21       | 5     |
| FC Rostov                       | Rusia               | 2020      | 7        | 0     |
| FC Tambov (cedido)              | Rusia               | 2021      | 0        | 0     |
| Górnik Zabrze II (cedido)       | Polonia             | 2021      | 1        | 1     |
| Górnik Zabrze (cedido)          | Polonia             | 2021-2022 | 3        | 2     |
| MFK Zemplín Michalovce (cedido) | Eslovaquia          | 2022      | 7        | 0     |
| FC Rostov                       | Rusia               | 2023      | 4        | 0     |
| HNK Šibenik (cedido)            | Croacia             | 2024      | 16       | 3     |
| SK Austria Klagenfurt           | Austria             | 2024-     | 26       | 10    |